# Cocenel ucenic
Cocenel ucenic este un film românesc din 1971 regizat de Bob Călinescu, Iulian Hermeneanu.